# 1316
Évszázadok: 13. század – 14. század – 15. század
Évtizedek: 1260-as évek – 1270-es évek – 1280-as évek – 1290-es évek – 1300-as évek – 1310-es évek – 1320-as évek – 1330-as évek – 1340-es évek – 1350-es évek – 1360-as évek
Évek: 1311 – 1312 – 1313 – 1314 –  1315 – 1316 – 1317 – 1318 – 1319 – 1320 – 1321

## Események
- június 8. – II. Fülöp navarrai király trónra lépése.
- augusztus 7. – Lyonban – V. Kelemen utódjaként – pápává választják Jacques Duèze bíborost, aki a XXII. János nevet veszi fel.[1][2]
- augusztus 19. – Károly Róbert király oklevelet bocsát ki, amelyben Kolozsvárnak visszaadja régi kiváltságait, s újabbakat is biztosít; s a települést városi rangra (civitas) emeli[3]
- november 16. – Az újszülött János lesz Franciaország királya apja X. Lajos halála után, de november 19-én ő is meghal.
- november 19. – V. Fülöp francia király trónra lép.

## Születések
- március 2. – II. Róbert skót király († 1390)
- május 14. – IV. Károly német-római császár († 1378)
- augusztus 15. – János cornwalli gróf († 1336)
- november 15. – I. (Utószülött) János francia és navarrai király († 1316)

## Halálozások
- június 5. – X. (Civakodó) Lajos francia és navarrai király[4] (* 1289)
- november 19. – I. (Utószülött) János francia és navarrai király (* 1316)
- Pietro d’Abano itáliai fizikus és filozófus (valószínű dátum)